# 圣日耳曼 (默尔特-摩泽尔省)
圣日耳曼（法語：Saint-Germain，法語發音：[sɛ̃ ʒɛʁmɛ̃]）是法国默尔特-摩泽尔省的一个市镇，属于吕内维尔区。

## 地理
圣日耳曼（48°25'52"N, 6°20'20"E）面积7.68 平方千米，位于法国大東部大區默尔特-摩泽尔省，该省份为法国东北部内陆省份，是洛林的一部分，北邻比利时、卢森堡，北起顺时针与摩泽尔省、下莱茵省、孚日省和默兹省接壤。
与圣日耳曼接壤的市镇（或旧市镇、城区）包括：沙马涅、洛罗蒙特泽、维拉库尔、沙尔姆。

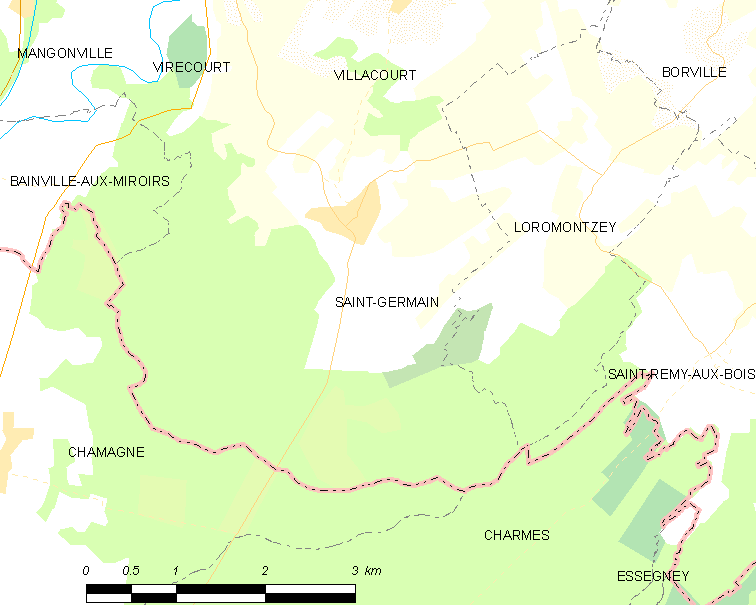
的OSM定位图

圣日耳曼的时区为UTC+01:00、UTC+02:00（夏令时）。

## 行政
圣日耳曼的邮政编码为54290，INSEE市镇编码为54475。

## 政治
圣日耳曼所属的省级选区为吕内维尔第二县。

## 人口

1962-2008年间人口变化图示

圣日耳曼于2022年1月1日时的人口数量为157人。